# Selección masculina de voleibol de los Estados Unidos
La selección masculina de voleibol de Estados Unidos (United States men's national volleyball team en inglés) es la selección nacional absoluta de voleibol masculino profesional de los Estados Unidos de América, organizada y dirigida por la asociación USA Volleyball.

## Historia
La selección de voleibol de Estados Unidos es una de las más poderosas del voleibol, gracias a los resultados obtenidos en las mayores competiciones internacionales y continentales a partir de la década de los 80.
En sus participaciones en los Juegos Olímpicos, han ganado cuatro medallas. Liderada por jugadores como Karch Kiraly, Steve Timmons y Craig Buck y guida por Douglas Beal la selección estadounidense logra su primer título olímpico en  Los Ángeles 1984, tras derrotar a Brasil por 3-0 en la gran final. Repite título en la edición de  Seúl 1988, esta vez ganando por 3-0 frente a Unión Soviética. El periodo dorado de la generación de los 80 termina con el bronce conquistado en  Barcelona 1992 (derrota por 1-3 en la semifinal ante Brasil y victoria en la final por el bronce, 3-0 a Canadá
Tras las derrotas sufridas por mano de Brasil en la semifinal y de Rusia en la final por el bronce en la edición de  Atenas 2004, debió esperar hasta los Juegos Olímpicos de Pekín 2008 para otra medalla: el equipo guiado por Hugh McCutcheon derrota a Brasil por 3-1 y se lleva su tercer título olímpico.
En el Campeonato Mundial ha conseguido el oro en la edición de Francia 1986 venciendo a la selección de la Unión Soviética por 3-1 y ocho años más tarde se lleva la medalla de bronce tras ser derrotada por los Países Bajos y haber ganado a Canadá en la final 3°/4° puesto.
La selección estadounidenses ha ganado dos veces la Liga Mundial, en 2008 (3-1 a Serbia) y en 2014, derrotando a Brasil por 3-1.
En cuanto a torneos continentales, Estados Unidos ha obtenido cuatro oros y cuatro platas en los Juegos Panamericanos, así como ocho títulos en el Campeonato NORCECA.

## Historial

### Juegos Olímpicos
- Tokio 1964: 9º
- México 1968: 7º
- Múnich 1972: No clasificada
- Montreal 1976: No clasificada
- Moscú 1980: No participa[6]
- Los Ángeles 1984: Oro
- Seúl 1988: Oro
- Barcelona 1992: Bronce
- Atlanta 1996: 9º
- Sídney 2000: 11º
- Atenas 2004: 4º
- Pekín 2008: Oro
- Londres 2012: 5º
- Río de Janeiro 2016: Bronce
- Tokio 2021: 10º
- París 2024: Bronce

### Campeonato Mundial
- 1949: No clasificada
- 1952: No clasificada
- 1956: 6º
- 1960: 1ºAnulado por robo
- 1962: No clasificada
- 1966: 11º
- 1970: 18º
- 1974: 14º
- 1978: 19º
- 1982: 13º
- 1986: Campeón
- 1990: 13º
- 1994: 3º
- 1998: 9º
- 2002: 9º
- 2006: 10º
- 2010: 6º
- 2014: 7º
- / 2018: 3º

### Liga Mundial
- 1990: 7º
- 1991: 6º
- 1992: 3º
- 1993: 9º
- 1994: 12º
- 1995: 10º
- 1996: No clasificada
- 1997: No clasificada
- 1998: No clasificada
- 1999: No clasificada
- 2000: 6º
- 2001: 9º
- 2002: No clasificada
- 2003: No clasificada
- 2004: No clasificada
- 2005: No clasificada
- 2006: 10º
- 2007: 3º
- 2008: Campeón
- 2009: 6º
- 2010: 8º
- 2011: 7º
- 2012: 2º
- 2013: 12º
- 2014: Campeón
- 2015: 3º
- 2016: 5º
- 2017: 4º

### Campeonato NORCECA
- 1969: 3º
- 1971: 2º
- 1973: Campeón
- 1975: 3º
- 1977: 3º
- 1979: 5º
- 1981: 2º
- 1983: Campeón
- 1985: Campeón
- 1987: 2º
- 1989: 3º
- 1991: 2º
- 1993: 2º
- 1995: 2º
- 1997: 2º
- 1999: Campeón
- 2001: 2º
- 2003: Campeón
- 2005: Campeón
- 2007: Campeón
- 2009: 2º
- 2011: 2º
- 2013: Campeón
- 2015: No clasificada
- 2017: Campeón
- 2019: 2º

### Liga de Naciones
- 2018: 3º
- 2019: 2º
- 2020: No diputada por la pandemia de COVID-19
- 2021: 7º
- 2022: 2º

### Copa Mundial
- 1965: No clasificada
- 1969: No clasificada
- 1977: 10º
- 1981: No clasificada
- 1985: Campeón
- 1989: 4º
- 1991: 3º
- 1995: 4º
- 1999: 4º
- 2003: 4º
- 2007: 4º
- 2011: 6º
- 2015: Campeón
- 2019: 3º

### Juegos Panamericanos
- 1955 : Campeón
- 1959 : Campeón
- 1963 : 2º
- 1967 : Campeón
- 1971 : 2º
- 1975 : 4º
- 1979 : 5º
- 1983 : 4º
- 1987 : Campeón
- 1991 : 4º
- 1995 : 2º
- 1999 : 7º
- 2003 : 4º
- 2007 : 2º
- 2011 : 5º
- 2015 : 6º
- 2019 : 6º

### Otras competiciones
Grand Champions Cup
- : 2005

World Top Four FIVB
- : 1988

Copa América
- : 2005, 2007
- : 1999
- : 2000

Copa Panamericana
- : 2005, 2008, 2009, 2010, 2012
- : 2011, 2014

## Medallero
Actualizado después del Campeonato Mundial de Voleibol Masculino 2018
| Competición        | Oro | Plata | Bronce | Total |
| ------------------ | --- | ----- | ------ | ----- |
| Juegos Olímpicos   | 3   | -     | 1      | 4     |
| Campeonato Mundial | 1   | -     | 2      | 3     |
| Campeonato NORCECA | 8   | 10    | 4      | 22    |
| Liga Mundial       | 2   | 1     | 3      | 6     |
| Copa Mundial       | 2   | -     | 1      | 3     |
| Total              | 16  | 11    | 11     | 38    |

## Jugadores
Entre sus mejores jugadores se encuentran: Sean Rooney, Richard Lambourne, Clayton Stanley, Reid Priddy, David Lee, Matt Anderson, Micah Christenson, Taylor Lee Sander